# 돌리 파튼의 크리스마스 온 더 스퀘어
《돌리 파튼의 크리스마스 온 더 스퀘어》(영어: Christmas on the Square)는 2020년에 넷플릭스에서 공개된 미국의 크리스마스 뮤지컬 영화이다.

## 출연진
- 돌리 파턴 - 천사 역
- 제니퍼 루이스 - 마절린 역
- 조시 세가라 - 크리스천 해서웨이 목사 역
- 지닌 메이슨 - 펄리시티 소런슨 역
- 메리 레인 해스컬 - 제나 해서웨이 역
- 트리트 윌리엄스 - 칼 펠럼 역
- 크리스틴 버랜스키 - 리지나 풀러 역

## 기타 제작진
- 공동 제작: 윌리엄 클루그
- 총괄 제작: 돌리 파턴, 데비 앨런, 샘 해스컬, 마리아 S. 슐래터
- 공동 총괄 제작: 허드슨 히크먼, 조 러자로프
- 제작 자문: 토마스 이언 그리피스, 메리 페이지 켈러
- 제작 조정: 빌리 레빈, 스티븐 서머스

## 같이 보기
- 크리스마스 영화 목록